# Engaewa similis
Engaewa similis é uma espécie de crustáceo da família Parastacidae.
É endémica da Austrália.